# Macrosteles salsolae
Macrosteles salsolae är en insektsart som beskrevs av Puton 1872. Macrosteles salsolae ingår i släktet Macrosteles och familjen dvärgstritar. Inga underarter finns listade i Catalogue of Life.